# 1280-as évek
Évszázadok: 12. század · 13. század · 14. század
Évtizedek: 1230-as évek · 1240-es évek · 1250-es évek · 1260-as évek · 1270-es évek · 1280-as évek · 1290-es évek · 1300-as évek · 1310-es évek · 1320-as évek · 1330-as évek
Évek: 1280 · 1281 · 1282 · 1283 · 1284 · 1285 · 1286 · 1287 · 1288 · 1289

## Események és irányzatok
1280. augusztus 18. A pápa intésére László bűnbánó oklevelet állított ki. A kormányban a Csákok nem vettek részt, az Abák kormányoztak. A kunok nem akarták elfogadni az új rendszert és Oldamur vezetésével ki akartak költözni az országból. László belső nyomás hatására (egyház, nagybirtokosok) Hódmezővásárhely mellett a Hódtavi-csatában leverte a kunokat.
1282-ben László szembefordult a kőszegiekkel, 1284-ben vereséget szenved. Maradék híve is ellene fordul.
1285-ben László behívja az országba a tatárokat. A kunok az északi részét, a tatárok az ország középső részét dúlják fel. Feudális anarchia vette kezdetét. Európa szerte háborúk dúlnak. Sokak saját nemzetük ellen harcolnak.
1286-ban a király bevonul Budára, majd elfoglalja Kőszeget, de Zsitvánál vereséget szenved.
1287-ben a kőszegiek szembefordulnak a királlyal, vezetőjük András. Albert osztrák herceg elfoglalja Pozsonyt. Az egyház segítséget kér a pápától, zsinatot hívnak össze Lászlót és híveit kiközösítik.
1288-ban IV. László Esztergomban, majd a budai országgyűlésen ígéretet tesz a javulásra, azonban hamarosan visszatér régi életmódjához.
1289-ben Ladomér esztergomi érsek keresztes háborút hirdetett a király ellen. A keresztes seregek feldúlták a Tiszántúlt. László könnyen visszaverte a támadást. Az ország ellene fordult, egyezkedni próbált az egyházzal, de nem járt sikerrel.

## A világ vezetői
- IV. László magyar király (Magyar Királyság) (1272–1290† )